# Henri II de Rodez
Henri II de Rodez, né vers 1236, mort en 1304, fut comte de Rodez et vicomte de Carlat et vicomte de Creyssel de 1274 à 1304. Il était fils d'Hugues IV, comte de Rodez et vicomte de Carlat et de Creyssel, et d'Isabelle/Isabeau de Roquefeuil.

## Biographie
Le 29 novembre 1296, il met fin à un long contentieux en rendant foi et hommage pour Carlat et le Carladez à l'abbé d'Aurillac.
Selon l'Abbé Expilly, qui dit connaître quelqu'un (M. de Sistrières) qui a vu l'acte, « Henri II, comte de Rodez et vicomte de Carlat, établit, le Vendredi devant la fête de la Chaire de Saint-Pierre, de l'an 1296, deux juges et gardes de son sceau authentique, l'un pour le comté de Rodez, & l'autre pour la vicomté de Carlat ».

## Famille
Il épousa en 1256 Marquise des Baux, fille de Barral, seigneur de Baux et vicomte de Marseille, et de Sibylle d'Anduze, et eut :
- Isabeau, vicomtesse de Carlat qui épouse en 1290 Geoffroy V de Pons, fils de Renaud III et de Marguerite, vicomtesse de Turenne.

Il se remaria en 1270 avec Mascarose de Comminges (morte en 1292), fille de Bernard VI, comte de Comminges, et de Thérèse, et eut :
- Cécile (1275-1313), comtesse de Rodez, mariée en 1298 à Bernard VI (mort en 1319), comte d'Armagnac ;
- Béatrix, de Scorailles et de Saint-Christophe, mariée en 1295 à Bernard III (mort en 1325), seigneur de La Tour ;
- Valpurge, vicomtesse de Creyssel et dame de Roquefeuil (cf. Maison de Roquefeuil-Blanquefort), mariée en 1298 à Gaston d'Armagnac (mort en 1326), comte de Fézenzaguet.

Veuf, il se remarie en 1302 avec Anne de Poitiers (morte en 1351), fille d'Aymar IV de Poitiers, comte de Valentinois, et de Marguerite de Genève. Ils n'eurent pas d'enfants. Veuve, Anne se remariera avec Jean Ier (mort en 1352), dauphin d'Auvergne.